# Пенчнев (гмина)
Пенчнев (пол. Pęczniew) — сельская гмина (волость) в Польше, входит как административная единица в Поддембицкий повет, Лодзинское воеводство. Население — 3733 человека (на 2004 год).

## Сельские округа
1. Борки-Дружбиньске
2. Бродня
3. Бродня-Колёня
4. Бжег
5. Дружбин
6. Дыбув
7. Фердынандув
8. Ядвихна
9. Крачинки
10. Ксенже-Млыны
11. Ксенжа-Вулька
12. Люболя
13. Осовец
14. Пенчнев
15. Попув
16. Пшивидз
17. Рудники
18. Седлёнткув
19. Воля-Помянова
20. Загурки
21. Лышковице

## Соседние гмины
1. Гмина Добра
2. Гмина Поддембице
3. Гмина Варта
4. Гмина Задзим